# サントス・トロリーバス
サントス・トロリーバス（ポルトガル語: Trólebus de Santos）は、ブラジルの都市・サントス市内に存在するトロリーバス。1960年代に開通した路線で、1998年以降は民間のバス会社であるヴィアソン・ピラシカバナ（Viação Piracicabana）によって運営が行われている。

## 概要
サントス市内のトロリーバスが開通したのは1963年8月で、当初はイタリアのフィアット、アルファロメオ、マレリーのコンソーシアムが生産した車両が5両導入された。その後、路線網は急速な拡大を続け、最大の営業キロは76 kmに達し、車両数も合計50両に増備された。
だが、1970年代に入ると整備が行われず予備部品の供給も困難になった車両が運用から離脱し、1979年には使用可能な車両は25両のみとなり、運行可能な系統数も3系統に減少した。それを受け、1980年以降これらの大規模な改修工事が1990年代まで進行した一方、ブラジルの国内企業であるマルコポーロ製の車両が試作車を含めて6両、シャーシメーカーと電気機器メーカーを変更した2両が同年代に導入された他、1988年にもマフェルサ（現：アルストム・ブラジル）製の車両が6両導入された。また、架線を始めとした施設の改修工事も進行した。
しかし、運営組織の経営状況の悪化やそれに伴う車両メンテナンスの劣化により車両数や系統数は減少していき、1994年時点で運行していた系統数は2つのみとなっていた。そして1995年9月に4号線が廃止された事により、以降は20号線のみが運行を続けている。トロリーバス車両についても廃車が進められ、2022年時点で在籍するのは、予備車を含めて1987年に導入されたマフェルサ製の6両だけであり、一部の便はディーゼルバスが使用されている。
2023年時点で現存する20号線は、以下の全長9.75 kmの経路を走行する。
| 系統番号 | 起点       | 終点                | 参考・備考 |
| -------- | ---------- | ------------------- | ---------- |
| 20       | Praça Mauá | Praça Independência |            |

## 参考資料
- Jorge Françozo de Moraes (1996-12). “Trólebus As fases de implantação do sistema no Brasil”. Revista dos Transportes Públicos - ANTP 19 (73):  63-82 2024年8月14日閲覧。.
- Companhia de Engenharia de Tráfego de Santos『CONCORRÊNCIA Nº 001/2015』（レポート）2015年。オリジナルの2019年1月4日時点におけるアーカイブ。2024年8月14日閲覧。